# Décès en septembre 1992
Décès
- 1988
- 1989
- 1990
- 1991
- 1992
- 1993
- 1994
- 1995
- 1996

Pour une information complémentaire, voir la page d'aide.

| Date         | Nom                             | Activités                                                                                               | Âge | Source |
| ------------ | ------------------------------- | --- | --- | ------ |
| 1 septembre  | Morris Carnovsky                | acteur américain                                                                                        | 94  |        |
| 2 septembre  | Barbara McClintock              | scientifique américaine, Prix Nobel de physiologie ou médecine de 1983                                  | 90  |        |
| 2 septembre  | Émile Benoît                    | chanteur canadien                                                                                       | 79  |        |
| 3 septembre  | Bruno Bjelinski                 | compositeur croate                                                                                      | 82  |        |
| 5 septembre  | Christopher Trace (en)          | animateur de télévision et acteur britannique                                                           | 59  |        |
| 5 septembre  | Yasuji Mori                     | artiste graphique d’animation japonais                                                                  | 67  |        |
| 5 septembre  | Fritz Leiber                    | romancier américain                                                                                     | 81  |        |
| 5 septembre  | Jens Arup Seip (en)             | historien norvégien                                                                                     | 86  |        |
| 6 septembre  | Mervyn Johns                    | acteur britannique                                                                                      | 93  |        |
| 6 septembre  | Henry Ephron                    | scénariste, producteur et réalisateur américain                                                         | 81  |        |
| 8 septembre  | Corrine Gustavson               | victime de kidnapping et de meurtre canadien                                                            | 6   |        |
| 9 septembre  | Willie Fennell (en)             | acteur australien                                                                                       | 72  |        |
| 12 septembre | Emilio Recoba                   | footballeur uruguayen                                                                                   | 89  |        |
| 12 septembre | Anthony Perkins                 | acteur américain et époux de Berry Berenson, actrice et victime des Attentats du 11 septembre 2001      | 60  |        |
| 13 septembre | Jens Bolling (en)               | acteur et metteur en scène norvégien                                                                    | 77  |        |
| 13 septembre | Arseni Semionov                 | peintre et professeur, né dans l'empire russe, devenu soviétique puis russe                             | 81  |        |
| 14 septembre | Paul Joseph James Martin        | homme politique canadien et père de Paul Martin, 21e premier ministre du Canada                         | 89  |        |
| 15 septembre | Shubbo Shankar                  | musicien indien                                                                                         | 50  | (en)   |
| 16 septembre | Henri Legay                     | ténor d'opéra français                                                                                  | 72  |        |
| 16 septembre | Jerzy Lerski                    | historien polonais                                                                                      | 75  |        |
| 16 septembre | Millicent Fenwick               | diplomate, éditrice et femme politique américaine                                                       | 82  |        |
| 16 septembre | Dario Cecchi                    | costumier, décorateur, peintre et écrivain italien                                                      | 74  |        |
| 16 septembre | Larbi Benbarek                  | footballeur franco-marocain                                                                             | 75  |        |
| 17 septembre | Roger Wagner (en)               | musicien américain                                                                                      | 78  |        |
| 18 septembre | André Jacquemin                 | peintre et graveur français                                                                             | 88  |        |
| 19 septembre | Aïda Imanguliyeva               | Orientaliste azerbaïdjanaise                                                                            | 52  |        |
| 19 septembre | Jacques Pic                     | chef cuisinier français                                                                                 | 59  |        |
| 19 septembre | Geraint Evans                   | chanteur britannique                                                                                    | 70  |        |
| 21 septembre | Bill Williams (acteur)          | acteur américain                                                                                        | 77  |        |
| 21 septembre | Tarachand Barjatya (en)         | producteur de films indien, fondateur de Rajshri Productions (en)                                       | 78  |        |
| 22 septembre | Aurelio López (en)              | joueur de baseball mexicain                                                                             | 44  |        |
| 22 septembre | Vige Langevin                   | peintre, dessinatrice, professeure d'arts plastiques et essayiste française                             | 93  |        |
| 23 septembre | James Van Fleet                 | général et centenaire américain                                                                         | 100 |        |
| 24 septembre | Paul Lorck Eidem (en)           | écrivain et illustrateur norvégien                                                                      | 82  |        |
| 25 septembre | César Manrique                  | artiste, peintre, architecte, sculpteur et défenseur de la nature de l'île de Lanzarote (îles Canaries) | 73  |        |
| 27 septembre | Erik Rolfsen (en)               | architecte norvégien                                                                                    | 87  |        |
| 27 septembre | Jacques-Paul Martin             | prélat français                                                                                         | 84  |        |
| 27 septembre | Hugh Llewellyn Keenleyside (en) | diplomate et fonctionnaire canadien et 5e commissaire des Territoires du Nord-Ouest                     | 94  |        |
| 28 septembre | William Douglas-Home            | soldat britannique                                                                                      | 80  |        |
| 29 septembre | Jean Aurenche                   | scénariste et dialoguiste français                                                                      | 89  |        |